# Petr Bílek (fotbalista)
Petr Bílek (* 1. prosince 1973) je bývalý český fotbalista, záložník.

## Fotbalová kariéra
Odchovanec Sokola Třebeš. V české lize hrál za AFK Atlantic Lázně Bohdaneč, SK Hradec Králové, FC Baník Ostrava a 1. FK Drnovice. Nastoupil ve 37 ligových utkáních. Ve druhé lize hrál i za SK Xaverov Praha.

## Ligová bilance
| Ročník                          | Zápasy | Góly | Klub                        |
| ------------------------------- | ------ | ---- | --------------------------- |
| 2. česká fotbalová liga 1994/95 | -      | 0    | SK Xaverov Praha            |
| 2. česká fotbalová liga 1996/97 | 10     | 0    | AFK Atlantic Lázně Bohdaneč |
| Gambrinus liga 1997/98          | 6      | 0    | AFK Atlantic Lázně Bohdaneč |
| 2. česká fotbalová liga 1998/99 | 27     | 3    | AFK Atlantic Lázně Bohdaneč |
| 2. česká fotbalová liga 1999/00 | 22     | 7    | AFK Atlantic Lázně Bohdaneč |
| Gambrinus liga 1999/00          | 6      | 0    | SK Hradec Králové           |
| Gambrinus liga 2000/01          | 7      | 0    | FC Baník Ostrava            |
| Gambrinus liga 2001/02          | 9      | 0    | FC Baník Ostrava            |
| 2. česká fotbalová liga 2003/04 | 28     | 3    | 1. FK Drnovice              |
| Gambrinus liga 2004/05          | 9      | 0    | 1. FK Drnovice              |
| CELKEM 1. liga                  | 37     | 0    |                             |